# Aikikai

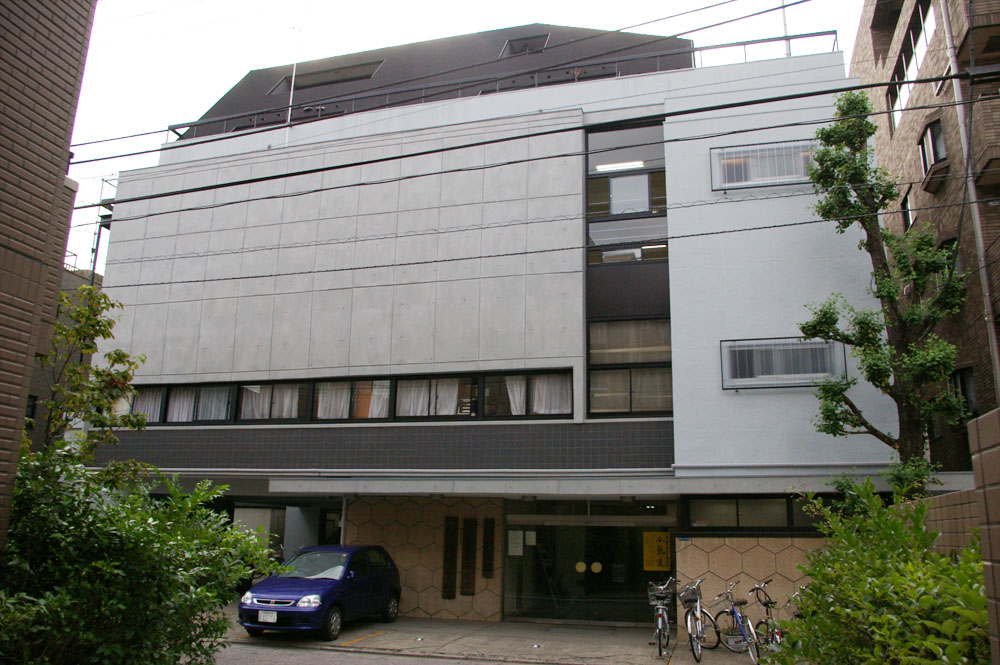
Aikikai hombu dojo.

Aikikai är den största aikidoorganisationen, i Sverige såväl som internationellt. Aikikai kallas ofta för en aikidostil. Aikido inom aikikai kan dock se mycket olika ut, eftersom alla aikidolärare förutom de som av olika skäl valt att lämna organisationen samt dessas elever ryms inom Aikikai. De övriga två aikidostilar som finns representerade i Sverige, Ki-aikido och Iwama Ryu, följer varsin lärare och passar bättre in på benämningen stil eftersom de är tekniskt mycket mer homogena.
Aikikais internationella högkvarter är Aikikai hombu dojo i Tokyo. Organisationen leds idag av Moriteru Ueshiba, sonson till aikidons grundare Morihei Ueshiba.

## Lärare inom Aikikai
- Seishiro Endo
- Yasuo Kobayashi
- Shoji Nishio
- Yasuhiko Takemori
- Nobuyoshi Tamura
- Seigo Yamaguchi